# Freiherr von Berlepsch
Freiherr von Berlepsch es una  variedad cultivar de manzano (Malus domestica).
Criado por Diedrick Uhlhorn Jr., Alemania. Las frutas tienen carne crujiente con un sabor subácido.

## Sinónimos
- "Berlepsch",
- "Baron Barlepsh",
- "Baron de Berlepsch",
- "Berlepsch's Gold-Reinette",
- "Berlepsch's Goldreinette",
- "Berlepschova reneta",
- "Berlepschs Goldrenette",
- "Freiherr von Berlepsch Gold- Reinette",
- "Gold-Reinette Freiherr von Berlepsch",
- "Goldrenette Freiherr von Berlepsch",
- "Reinette dorTe de Berlepsch",
- "Reinette Freiherr von Berlepsch",
- "Renet Berlepsch",
- "Renet zolotoi Berlepsha".[4]

## Historia
'Freiherr von Berlepsch' es una obtención por Diedrick Uhlhorn Jr. en Grevenbroich, Rheinland Alemania  durante la década de 1880. Llamada así por Hans Hermann Freiherr von Berlepsch, presidente del consejo de gobierno regional de Renania en ese momento.
'Freiherr von Berlepsch' se cultiva en la National Fruit Collection con el número de accesión: 1947 - 084 y Accession name: Freiherr von Berlepsch.
Hay una mutación de 'Freiherr von Berlepsch' que ha dado lugar a la nueva variedad 'Red Berlepsch'.
'Freiherr von Berlepsch' es el parental-padre de la variedad cultivar de manzana:
- Anna Boelens[4]

## Características
'Freiherr von Berlepsch' tiene un tiempo de floración que comienza a partir de 5 de mayo con el 10% de floración, para el 11 de mayo tiene una floración completa (80%), y para el 18 de mayo tiene un 90% caída de pétalos.
'Freiherr von Berlepsch' tiene una talla de fruto es mediano; forma aplanada, con una altura de 54.00mm y una anchura de 63.00mm; con nervaduras fuertes; epidermis con color de fondo amarillo, con sobre color rojo en una cantidad media-alta, con sobre patrón de color rayado, "russeting" (pardeamiento áspero superficial que presentan algunas variedades) bajo; textura de la pulpa crujiente y color de la pulpa crema.
Su tiempo de recogida de cosecha se inicia a principios de octubre.
Contenido muy alto de vitamina C 23.4 mg por 100 gramos.

## Usos
Se usa como fruta de mesa, aunque también se utiliza para cocinar y para producir sidra.
Recomendado para el huerto familiar, irrelevante en el cultivo comercial de frutas en la actualidad.

## Ploidismo
Diploide. Auto estéril.

## Cultivo
Árbol vigoroso cuando es joven, pero una vez que está completamente desarrollado solo es moderadamente vigoroso. Porte recto, redondo, extendido. Moderadamente productivo y tiende a producir cultivos cada dos años.
Prefiere una marga fértil bien drenada y una ubicación algo cálida. La caída prematura de la fruta es probable durante las condiciones de sequía. Sensible al azufre y al cobre. Sensible a las heladas tardías.